# Гаїанія
Гаїані́я — християнське жіноче ім'я. Походить від грец. Γαΐανή, утвореного, здогадно, від γαῖα — «земля». Інші версії пов'язують ім'я з кон. gāyān («мелодія»), припускають і його семітське походження). Українська народна форма — Гаїна.
Маловідоме в Україні та в інших православних країнах, ім'я Гаїанія поширене у Вірменії, де має форму «Гаяне́», «Ґаяне́» (вірм. Գայանե (реформована орфографія); Գաիանէ (класична)).
Існує також інша форма імені — Гаїана (іменини за православним календарем 10 жовтня)

## Іменини
- За православним календарем (новий стиль) — 13 жовтня (Гаїанія Вірменська)[4]
- За календарем Вірменської церкви — через тиждень по П'ятдесятниці (День пам'яті святих Ріпсіме й Гаяне)[5]

## Відомі носійки
- Гаїанія Вірменська — свята православної і Вірменської апостольської церкви. Страчена разом з 35-ма іншими черницями (з яких відомі імена Рипсимії, Манії, Маріамни й Марії) за наказом царя Трдата III у 301 році[6][7][8].
- Гаяне Чеботарян (1918—1998) — радянська і вірменська композиторка і музикознавиця
- Гаяне Хачатурян (1942—2009) — радянська і вірменська художниця
- Гаяне Костанян (нар. 1988) — вірменська футболістка